# Medicina traslazionale
La medicina traslazionale (TM o MT) è una branca interdisciplinare del campo biomedico supportata da tre colonne: dal laboratorio, al letto del paziente al dialogo con la comunità (in inglese "from benchside, to bedside to community").
L'obiettivo della medicina traslazionale è di combinare discipline, risorse, competenze e tecniche per promuovere miglioramenti nella prevenzione, nella diagnosi e nelle terapie.
Dunque la MT è una scienza spiccatamente interdisciplinare, il cui obiettivo è di integrare studi ed esperienze di varia natura in modo da offrire soluzioni in grado di migliorare prognosi, prevenzione, screening e terapie del paziente, e in generale le politiche della salute.

## Storia e caratteristiche
La medicina traslazionale è una disciplina in rapida crescita all'interno della ricerca biomedica e mira a velocizzare la scoperta di nuove terapie e strumenti diagnostici usando un approccio multidisciplinare e altamente collaborativo.
Nella salute pubblica la medicina traslazionale si focalizza sull'assicurare che strategie comprovate per il trattamento e la prevenzione di malattie vengano conosciute e implementate dalla comunità.
Una descrizione della medicina traslazionale introdotta dall'Institute of Medicine's Clinical Research Roundtable, evidenzia due impedimenti, aree in bisogno di miglioramento: il primo (T1) fa sì che i risultati della ricerca non vengano sperimentati in ambiente clinico, il secondo (T2) impedisce alle cure approvate di diventare pratica standard.

## Educazione
In anni recenti sono emersi svariati programmi a offrire la solida preparazione professionale necessaria a tradurre la ricerca in migliori risultati clinici, dal Master of Translational Medicine al Master of Science in Bioinnovation. Molti di questi programmi nascono in reparti di bioingegneria, spesso in collaborazione con reparti clinici. Sono molte le università a offrire corsi di medicina traslazionale, tra le prime quella di Milano Bicocca che con il programma DIMET ha attivo dal 2004 un corso di dottorato che si promette di "formare nuovi ricercatori ibridi, che saranno capaci di tradurre rapidamente gli avanzamenti scientifici a vantaggio del paziente". L'Università di Edimburgo ha attivo un triennio (MSc, Master of Science) online sin dal 2007, mirato ai professionisti che lavorano nel campo della salute.
La Aalborg University Denmark dal 2009 ha attivato un Master's Degree in medicina traslazionale, mentre la University of Helsinki dal 2010, stesso anno in cui la UC Berkeley e la UC San Francisco usano un fondo da parte di Andy Grove per iniziare un programma congiunto che è diventato il Master of Translational Medicine. Il programma unisce il dipartimento di Bioingegneria di Berkeley con il dipartimento di bioingegneria e scienze terapeutiche della UCSF, per offrire agli studenti l'esperienza di un anno sulle più alte vette dell'innovazione medica.

## Organizzazioni internazionali

### European Society for Translational Medicine (EUSTM)
La Società Europea per la Medicina Traslazionale è una non-profit globale e neutrale il cui principale obiettivo è quello di migliorare la cura della salute globale usando gli approcci, le risorse e l'expertise maturati dalla medicina traslazionale. Perciò la Società facilita la cooperazione e interazione tra medici, scienziati, accademici, industria, governi, fondatori e agenzie di regolamento, investitori e legislatori cosicché si possa migliorare la salute della popolazione globale con una grande attenzione su ciascuno degli aspetti che compongono l'impatto di una cura. L'obiettivo della società è investire e migliorare nella ricerca e lo sviluppo di strumenti nuovi e distribuibili su scala globale, quindi con particolari criteri di qualità, alta riproducibilità e basso costo.

### Academy of Translational Medicine Professionals (ATMP)
L'Accademia dei Professionisti della Medicina Traslazionale offre programmi di fellowship aperti a professionisti con grande esperienza che hanno un curriculum di ottenimenti significativi nelle aree di interesse della disciplina, dal laboratorio, alla pratica clinica, al dialogo con la comunità.